# Capromeryx
Capromeryx és un gènere extint de mamífers artiodàctils de la família dels antilocàprids que visqueren a Nord-amèrica durant el Plistocè, fa entre 12.000 anys i 2,6 milions d'anys. Se n'han trobat restes fòssils als Estats Units (Arizona, Califòrnia, Florida, Kansas, Nebraska, Nou Mèxic, Texas i Washington) i Mèxic (Chihuahua, Guanajuato, Hidalgo i Sonora). Era un antilocàprid minúscul dotat d'una banya curta al damunt de cada ull. El nom genèric Capromeryx és una combinació de Capra i la paraula grega μήρυξ, mèrix, que significa ‘remugant’.